# بانگشینگ
بانگشینگ (به لاتین: Bangxing) یک منطقهٔ مسکونی در جمهوری خلق چین است که در منطقه خودمختار تبت واقع شده‌است. بانگشینگ ۱٬۳۵۱ نفر جمعیت دارد.